# Literatura do Bascortostão
A Literatura do Bascortostão é a literatura oriunda da região da República do Bascortostão. 

## História
A criação da literatura escrita bashkir foi precedida pelo folclore. As obras de folclore oral refletiam os pontos de vista dos antigos bashkirs sobre a natureza, sua experiência mundana e ideais morais. A composição de gênero das obras é diversa, sendo compostas principalmente por lendas e tradições. 
Muitas lendas folclóricas passavam pela figura de Salavat Yulaev e tinham um cunho religioso, essencialmente vindo do islã. 
Os primeiros escritores surgiram no século XIX. A primeira geração desses escritores ficou conhecida como "Os democratas iluminados". Dentre seus nomes estavam Mukhametsalim Umetbaev (1841-1907), Miftakhetdin Akmulla (1831-1895), Mazhit Gafuri (1880-1934), Shaikhzada Babich (1890-1919) e Daut Yulti (1893-1938). Suas obras expuseram a gravidade dos problemas sociais.  
Em 1906, a imprensa tártara chega ao Bascortostão, primeiro em Orenburg, depois em Ufa. Os escritores bashkir eram obrigados a publicar seus livros nessas imprensas, já que não haviam outros meios. Esse é o motivo pelo qual as obras literárias daquele período estão na língua tártara.
No século início do século XX surgiu uma nova geração de escritores bashkires, dos quais se destacam A. S. Pushkin, M. Yu. Lermontov, S. T. Aksakov, V. I. Dahl, D. N. Mamin-Sibiryak, P. M. Kudryashev, M. L. Mikhailov, P. M. Kudryashev, V. S. Yumatov, V. S. Losievsky , M. L. Mikhailov, M. V. Avdeev e Anatoly Rybakov. Diferentemente das de seus antecessores, suas obras não remetiam tanto aos problemas sociais, mas principalmente a história e a cultura do povo bashkir. Algumas obras da época faziam contraponto ao czarismo.   

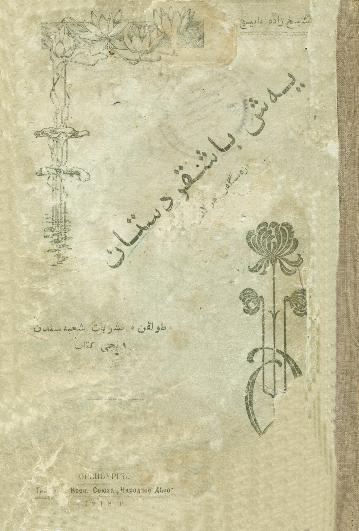
"Young Bashkortostan" - a capa do livro de Shaykhzada Babich, publicado em Orenburg em 1918 na língua do Velho Bascortostão.

Na década de 1930, a literatura bashkir começou a desenvolver no realismo socialista. Os romances de S. Agish, B. G. Bikbai, H. L. Davletshina, A. Karnaya, S. F. Kudash, I. Nasyri, A. M. Tagirova e poemas de M. G. Khai e D. são dedicados à coletivização. O crescimento da indústria do Bascortostão, e a formação da classe trabalhadora são refletidos no ensaio de A. Karnaya "Ishimbay". (1935), na história de A. M. Tagirov "Blood of Machines" (1934), e nos versos de Rashit Nigmati, Kadyr Dayan e Salyakh Kulibay. 
Durante a Segunda Guerra Mundial, a poesia se desenvolveu. Livros de T. Arslan, AM Valeeva, MS Karim, HC Karim, N. Nadzhmi e R. Nigmati se destacam nesse período. As imagens dos heróis da frente e da retaguarda foram criadas nos livros de S. Agish ("À frente", 1943), K. Mergen ("Bashkirs", 1943, "Dzhigits", 1944), S. F. Kudash ("Nas estepes do Don", 1943 ), G. Gumera ("As histórias do avô Yulsura", 1945) e outros. Os dramas de B. foram encenados no palco bashkir G. Bikbai K. Mergana A. K. Mubaryakova . 
Nos anos do pós-guerra, foram publicados: A história de S. F. Kudash “Towards Spring” (1952) - sobre a amizade dos poetas Gabdulla Tukay e Mazhit Gafuri, suas próprias memórias “Inesquecíveis minutos” (1957), “Na esteira da juventude” (1964); o romance de G. Humera "A cidade nas ondas" (1951) é sobre o trabalho de carpinteiros, seu romance autobiográfico "Do limiar ao cenáculo" (1957).

## Literatura
- Épico bashkir "Ural-Batyr". // Épico heroico dos povos da URSS. - M., 1975. - T. 1. - S. 67-114.
- Isca de soldado. / comp.   : K.A. Aralbaev. - Ufa   : Kitap, 1997 - 112 p.
- Enciclopédia Bashkir. Cap. ed. M. A. Ilgamov Vol. 1. A-B. 2005 .-- 624 p.; ISBN 5-88185-053-X . T. 2. VG. 2006.624 p. ISBN 5-88185-062-9 .; T. 3. ZK. 2007. -672 s. ISBN 978-5-88185-064-7 .; T. 4. L-O. 2008. -672 s. ISBN 978-5-88185-068-5 .; T. 5. P-S. 2009. -576 p. ISBN 978-5-88185-072-2 .; T. 6. Dicas Nar. fazendas. -Ah. 2010.-544 s. ISBN 978-5-88185-071-5 ; T. 7. F-Ya. 2011.624 p. científico ed. Enciclopédia Bashkir Ufa
- Contos populares de Bashkir / Zap. e por. A. G. Bessonov. Notas de HK Dmitriev, -Ufa: Bashknigoizdat, 1941 -P.3-30.
- Gainullin M., Bulyakov I. Etapas de desenvolvimento da arte dramática bashkir. No livro: Antologia da dramaturgia bashkir. Em 2 partes. Reserve um. Ufa, 1984, pp. 6-24. - para a cabeça. lang
- Glebov A. Sobre o drama bashkir. Outubro de 1936, nº 2, pp. 24-29.
- Ignatiev R. G. Bashkir Salavat Yulaev, capataz de Pugachev, cantor e improvisador. - “Notícias da Sociedade de Arqueologia, História e Etnografia da Universidade Imperial de Kazan”. T. XI, 1893, edição 2, páginas 147-166; edição 3, páginas 222-240; questão 6, p. 528-534.
- Shakur R. Um Caminho em Mil Anos. A história da literatura bashkir desde os tempos antigos até os dias atuais / R. Shakur. M.: Rarog LLP, 1996.
- Khusainov G. B., Bikbaev R. T. Crítica literária e crítica // Na pesquisa científica. Ufa, 1982. G. B. Khusainov.
- Democratas iluministas bashkir do século XIX - M.: Nauka, 1981.
- Togan Validi A.Z. Memoirs. Volume 1. Ufa: Kitap, 1994.
- Tarifas do Bashort. 1-e T. T.f., 1990.
- Galyautdinov I. G. “Tarih nama-i Bulgar” Tadgetdina Yalsygulova. 2nd ed. Ufa, 1998.
- Nadergulov M. Kh. Gêneros históricos e funcionais da literatura bashkir. Ufa, 2002.
- Khөsәyenov Ғ.B. Әҙәbiәt ғileme һүҙlege. Fevereiro de 2006;
- Baimov R.N. Grandes rostos e monumentos literários do Oriente. Ufa, 2005.
- Abelguzina Fanilya Razhapovna. O gênero Parsa na literatura bashkir   : Problemas de formação e desenvolvimento. Ufa, 2003 - 185 s.